# Holmsvattnet, Norrbotten
Holmsvattnet är en sjö i Bodens kommun i Norrbotten och ingår i Råneälvens huvudavrinningsområde. Sjön har en area på 1,22 kvadratkilometer och ligger 143 meter över havet. Sjön avvattnas av vattendraget Selbäcken.

## Delavrinningsområde
Holmsvattnet ingår i det delavrinningsområde (735608-174860) som SMHI kallar för Utloppet av Holmsvattnet. Medelhöjden är 195 meter över havet och ytan är 13,55 kvadratkilometer. Det finns inga avrinningsområden uppströms utan avrinningsområdet är högsta punkten. Selbäcken som avvattnar avrinningsområdet har biflödesordning 2, vilket innebär att vattnet flödar genom totalt 2 vattendrag innan det når havet efter 84 kilometer. Avrinningsområdet består mestadels av skog (83 procent). Avrinningsområdet har 1,6 kvadratkilometer vattenytor vilket ger det en sjöprocent på 11,8 procent.